# Rio Curuá-Una

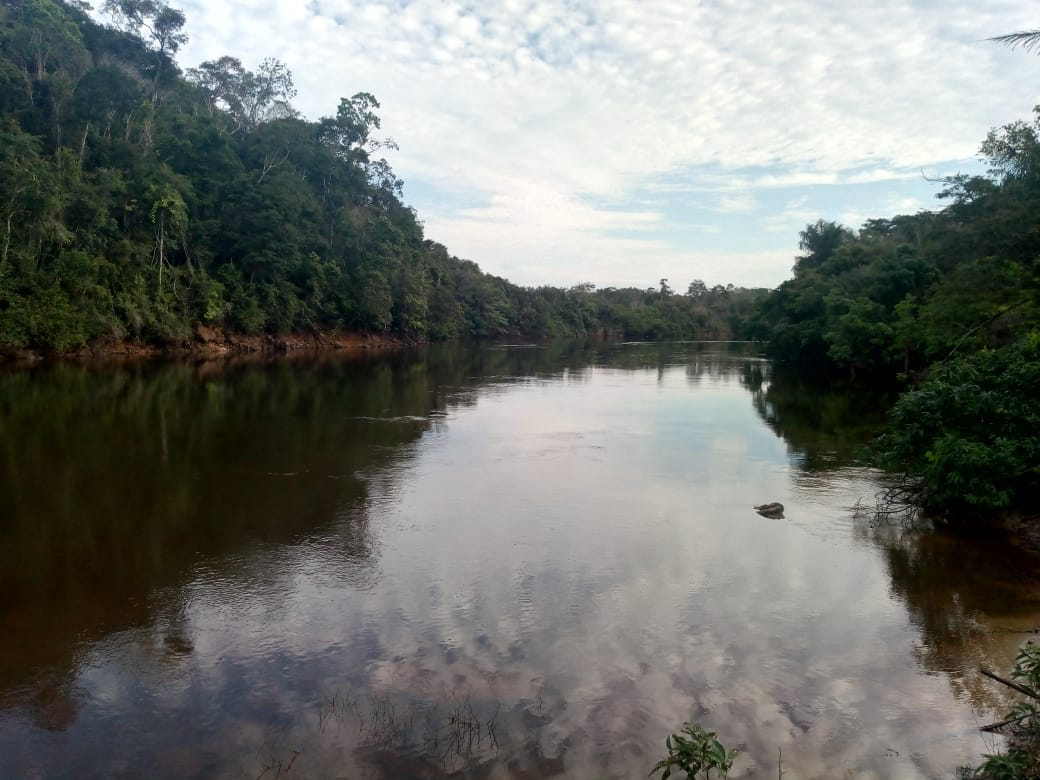
Rio Curuá-Una

O rio Curuá-Una é um curso de água afluente do rio Amazonas localizado no estado do Pará, nas proximidades de Mojuí dos Campos, tendo a sua nascente na serra do Cachimbo e onde está situada a usina hidrelétrica de Curua-Una, que abastece a cidade de Santarém.